# Дроздов Анатолій Валерійович
Анато́лій Вале́рійович Дроздо́в — учасник Афганської війни 1979—1989 років.
У мирний час проживає в місті Київ, член Всеукраїнської громадської організації «Закінчимо війну».
Доброволець, у лавах ЗСУ з весни 2014-го. Пізніше доставляв продукти та набої захисникам Донецького аеропорту, під час однієї з поїздок був поранений, лікувався.

## Нагороди
- орден «За мужність III» ступеня (13.2.2015)